# 高瀬夕子
高瀬夕子（たかせ ゆうこ、1971年 - ）は、日本の建築家。

## 経歴
1971年神奈川県生まれ。1995年 多摩美術大学美術学部建築科卒業、1997年東京藝術大学美術研究科修士課程修了。1998年に八島正年と共に八島正年＋高瀬夕子建築設計事務所を共同設立。その後、八島建築設計事務所に改称。1998年から2003年まで多摩美術大学環境デザイン学科助手。